# Yoko Ono

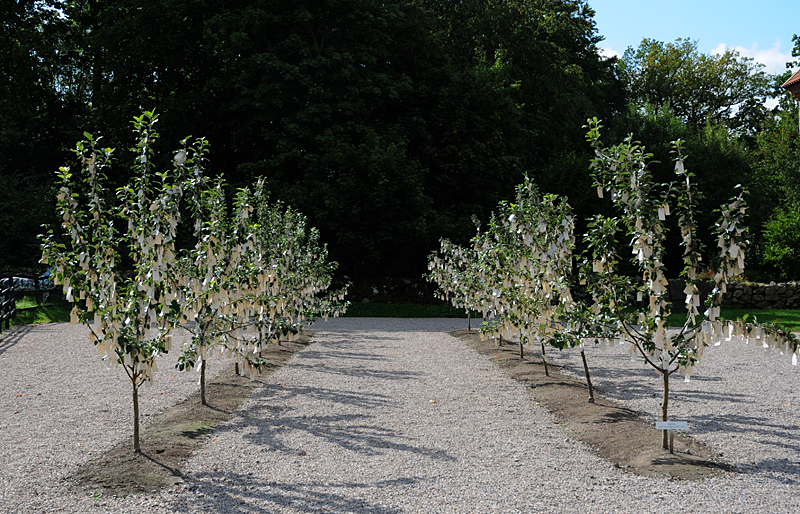
Wish tree i Wanås skulpturpark.

Yoko Ono Lennon (kanji: 小野 洋子, Ono Yōko; på japanska presenterar hon sitt namn som om det vore utländskt med katakana: オノ・ヨーコ, Ono Yōko), född 18 februari 1933 i Tokyo, Japan, är en japansk-amerikansk avantgardekonstnär, filmskapare, popartist och fredsaktivist. Hon är änka efter John Lennon som mördades 1980.
Ono växte upp i Tokyo, och studerade vid Gakushūinuniversitetet samtidigt som hennes familj flyttade till USA för att undkomma kriget. De återförenades 1953, och efter en tids studier på Sarah Lawrence College involverad hon sig i New Yorks konstnärliga undergroundscen, inklusive Fluxusgruppen. Hon träffade John Lennon 1966 på en konstutställning hon hade i London, och de blev ett par 1968. Ono och Lennon använde sin smekmånad som en scen för offentliga protester mot Vietnamkriget med sina Bed-Ins for Peace i Amsterdam och Montreal 1969. Hon har satt feminismen i främre leden i sin musik och har influerat artister som The B-52’s och Meredith Monk. Ono fick kommersiell framgång 1980 med albumet Double Fantasy, som hon släppte tillsammans med  Lennon tre veckor före hans död. Sedan år 2003 har elva av hennes låtar, mestadels remixer av hennes äldre material, toppat den amerikanska Billboard Hot Dance Club Songs-listan.

## Biografi
Ono föddes i Tokyo 18 februari 1933 och är dotter till Isoko Ono (小野 磯子, Ono Isoko) och Eisuke Ono (小野 英輔, Ono Eisuke), en bankir och tidigare klassisk pianist.
Ono flyttade till New York som 18-åring. Hon kom snart i kontakt med stadens avantgardescen där hon anträdde sin konstnärliga bana med performancekonst samtidigt som hon verkade som poet. De tidiga projekten fick obetydlig uppmärksamhet, men efter att ha arbetat med jazzmusikern och filmproducenten Anthony Cox blev Yoko Ono ett känt namn.
1962 flyttade hon tillbaka till Tokyo i Japan. Året därpå ingick Ono äktenskap med Anthony "Tony" Cox. Tillsammans fick de dottern Kyoko.
Ono har skrivit boken Grapefruit (första utgåva 1964), ett slags instruktionsbok i modern konst. Hon anses som en av de mest inflytelserika inom installationskonsten. 1966 reste Ono till London för att delta på DIAS - Destruktion in Art Symposium.

### John Lennon
Ono kom först i kontakt med en medlem i Beatles när hon besökte Paul McCartney hemma i London, Hon hoppades få ett Lennon–McCartney-sångmanuskript till en bok, Notations, som John Cage arbetade med. McCartney avböjde att ge henne ett av sina egna manuskript men föreslog att John Lennon skulle kunna göra henne den tjänsten. Lennon gav senare Ono de handskrivna texterna till "The Word" i original.
Ono bosatte sig i London och hon och John Lennon gifte sig senare, den 20 mars 1969 i Gibraltar. Paret åkte till Amsterdam på smekmånad där de tog in på hotell Hilton i en vecka och hade en "bed-in" för fred. Yoko Ono var enligt media och somliga Beatlesfans känd som kvinnan som bröt upp Beatles.
Efter att The Beatles splittrades bodde Ono och Lennon i London och senare tillsammans i New York. De flyttade från London, enligt egen utsago, på grund av det rasistiska bemötande som Ono utsattes för. Parets relation utsattes efter flytten för ännu fler motgångar, då Lennon blev anklagad för att nyttja droger i England, och Ono kommit att separeras från sin dotter.
År 1975 fick paret en son, Sean Lennon, som föddes på Lennons 35-årsdag. Sean kom att följa i sina föräldrars fotspår genom att arbeta inom musikbranschen.. Ono hade redan 1969 varit gravid med Lennon men fått missfall. Ono och Lennon var gifta till 1980, då Lennon mördades.
1970 utgav Ono albumet Yoko Ono/Plastic Ono Band, samtidigt som John Lennon utgav sitt album John Lennon/Plastic Ono Band. Hon har även gjort ett flertal andra skivor. 1980 gav Ono och Lennon ut det gemensamma albumet Double Fantasy, som fick en uppföljare efter Lennons död med Milk and Honey (1984).
Yoko Ono bor kvar i The Dakota Building på Upper West Side på Manhattan i New York, det hus där hon och John Lennon bodde då han mördades utanför byggnaden. Ono har fortsatt sin konstnärliga karriär med utställningar i USA och internationellt. Hon levde ihop med en gallerist vid namn Sam Havadtoy 1981–2001.
2001 blev hon hedersdoktor i juridik (Doctorate of Law) vid Liverpools universitet, och 2002 filosofie (konstnärlig) hedersdoktor (Doctor of Fine Arts) vid Bard College i delstaten New York. Sommaren 2012 visade Moderna Museet Yoko Onos utställning Grapefruit.
Ono finns representerad vid Moderna Museet i Stockholm och Museum of Modern Art, Tate Modern, Metropolitan Museum, Louisiana, National Gallery of Australia, Musée des beaux-arts du Canada, Whitney Museum of American Art, Hirschhorn Museum and Sculpture Garden, Art Institute of Chicago, National Gallery of Art och Museo Reina Sofía och National Gallery of Victoria.

## Filmskapande
Ono var även intresserad av experimentell film, och gjorde 16 kortfilmer mellan 1964 and 1972, och fick mycket berömmelse för Fluxusfilmen No. 4, från 1966. Filmen refereras ofta till som Bottoms. Den fem och en halv minut långa filmen består av en serie närbilder på människors rumpor, samtidigt som de går på ett löpband. Skärmen är uppdelad i nästan fyra lika stora delar, tack vare rumpornas anatomi. Filmens soundtrack består av intervjuer med dem som filmas, liksom de som funderar på att gå med i projektet. 1996 producerade klockföretaget Swatch en begränsad upplaga av klockor till minne av filmen.
I mars 2004 visade Institute of Contemporary Arts i London upp de flesta av Onos filmer från denna tiden, under utställningen The Rare Films of Yoko Ono. Här visades även hennes film Self-Portrait, som visar hennes make, John Lennons halverigerade penis i slowmotion. Ono har även varit skådespelare i exploateringsfilmen Satan's Bed från 1965.

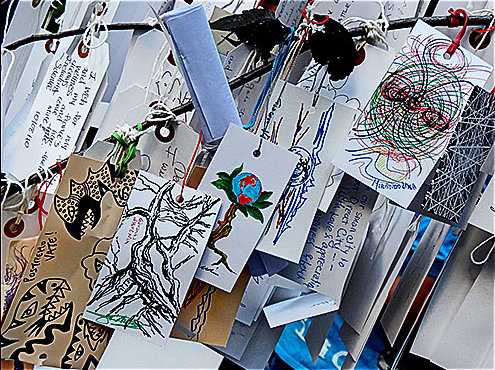
Contributions to Yoko Ono's Wish Tree at MoMA, New York

## Feminism
Yoko Ono har många verk utifrån det feministiska perspektivet med hjälp av sin talang för konsten. Ono förknippas ofta till konstnärsgruppen Fluxus. Medlemmarna i gruppen inspirerade henne och samarbetet mellan medlemmarna var något som fick stora avtryck för Onos konst.
Ono var en pionjär för performance art. 1964 i Tokyo genomförde Ono sitt första verk till konstformen, vilket hon gett namnet Cut Piece, då hela föreställningen gick ut på att hon satt ensam på en scen på knä, med ett par saxar framför sig och instruerade publiken att komma upp på scenen och klippa sönder bitar av hennes kläder. Verkets motiv var att konfrontera den verkliga könsrollen, klass och etnicitet, något som Ono lyckades med, då det verkligen kritiserade det normativa genuset. Verket/installationen visades även vid Destruction in Art Symposium (DIAS) i London 1966.
Hennes konst har inspirerat många artister att använda sig av visuell konst för att framföra en politisk ståndpunkt. Hon förknippas också mycket med Lennons karriär. Låten Imagine sägs baseras på Onos och Lennons gemensamma arbete för fred. Ono gav nya kvinnliga konstnärer utrymme på världens konstscener, bland annat Marina Abramović, Valie Export m.fl.

## Diskografi

### Album
- 1970 – Yoko Ono/Plastic Ono Band
- 1971 – Fly
- 1972 – Approximately Infinite Universe
- 1973 – Feeling the Space
- 1974 – A Story
- 1981 – Season of Glass
- 1982 – It's Alright (I See Rainbows)
- 1985 – Starpeace
- 1995 – Rising
- 2001 – Blueprint for a Sunrise
- 2007 – Yes, I'm a Witch
- 2007 – Open Your Box
- 2009 – Between My Head And The Sky
- 2012 – Yokokimthurston (tillsammans med Thurston Moore och Kim Gordon)
- 2013 – Take Me to the Land of Hell

### Med John Lennon
- 1968 – Unfinished Music No.1: Two Virgins
- 1969 – Unfinished Music No.2: Life with the Lions
- 1969 – Wedding Album
- 1969 – Live Peace in Toronto 1969
- 1972 – Some Time in New York City
- 1980 – Double Fantasy
- 1984 – Milk and Honey

### Samlingsalbum och Soundtrack
- 1992 – Onobox
- 1992 – Walking On Thin Ice
- 1994 – New York Rock (Soundtrack)
- 1996 – Rising Mixes
- 2012 – Onomix

### Övriga album
- 1973 – Welcome: The Many Sides Of Yoko Ono (Promo, endast utgiven i Japan)[30]
- 1984 – Every Man Has a Woman  (Hyllningsalbum)
- 2010 – Mrs. Lennon (Hyllningsalbum)

### Singlar och EP
- 1971 – "Mrs. Lennon"/"Midsummer New York"
- 1971 – "Mind Train"/"Listen, the Snow Is Falling"
- 1972 – "Now or Never"/"Move on Fast"
- 1973 – "Death of Samantha"/"Yang Yang"
- 1973 – "Josejoi Banzai (Part 1)"/"Josejoi Banzai (Part 2)" (Endast utgiven i Japan)
- 1973 – "Woman Power"/"Men, Men, Men"
- 1973 – "Run, Run, Run"/"Men, Men, Men"
- 1974 – "Yume O Motou (Let's Have a Dream)"/"It Happened" (Endast utgiven i Japan)
- 1981 – "Walking on Thin Ice"/"It Happened"
- 1981 – "No, No, No"/"Will You Touch Me"
- 1982 – "My Man"/"Let the Tears Dry"
- 1982 – "Never Say Goodbye"/"Loneliness"
- 1985 – "Hell in Paradise"/"Hell in Paradise"
- 1985 – "Cape Clear"/"Walking on Thin Ice" (Promo)
- 2001 – "Open Your Box" (Remix-EP)
- 2002 – "Kiss Kiss Kiss" (Remix-EP)
- 2002 – "Yang Yang" (Remix-EP)
- 2003 – "Walking on Thin Ice" (Remix-EP)
- 2003 – "Will I" / "Fly" (Remix-EP)
- 2004 – "Hell in Paradise" (Remix-EP)
- 2004 – "Everyman... Everywoman..." (Remix-EP)
- 2007 – "You're the One" (Remix-EP)
- 2007 – "No, No, No" (Remix-EP)
- 2008 – "Give Peace a Chance" (Remix-EP)
- 2009 – "I'm Not Getting Enough" (Remix-EP)
- 2010 – "Give Me Something" (Remix-EP)
- 2010 – "Wouldnit (I'm a Star)" (Remix-EP)
- 2011 – "Move on Fast" (Remix-EP)
- 2011 – "Talking to the Universe" (Remix-EP)
- 2012 – "She Gets Down on Her Knees"
- 2012 – "Early in the Morning" (tillsammans med Thurston Moore och Kim Gordon)
- 2012 – "I'm Moving On" (Remix-EP)
- 2013 – "Hold Me" (Med Dave Audé)
- 2013 – "Walking on Thin Ice 2013" (Remix-EP)
- 2014 – "Angel" (Remix-EP)